# Locomotiva 4-4-4-4

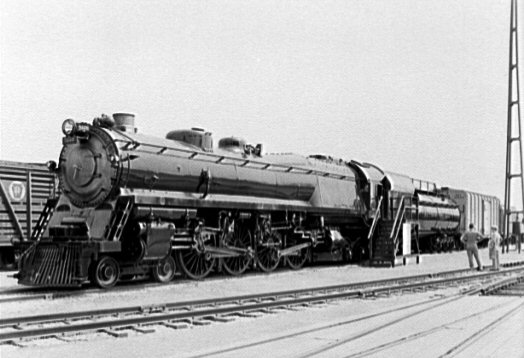
Baltimore & Ohio Class N-1.

Um arranjo 4-4-4-4 na Classificação Whyte para locomotivas a vapor é da seguinte maneira configurada: quatro rodeiros líderes em um truque seguido por dois truques de rodeiros motrizes e mais um truque de rodeiros não tracionados.
Outras classificações equivalentes:
Classificação UIC: 2BB2 (também na Classificação Alemã e na Classificação Italiana)

Classificação Francesa: 2222

Classificação Turca: 2424

Classificação Suíça: 2/4+2/4 até meados de 1920, depois 4/8